# Pavelló Francisco Laporta
El pavelló poliesportiu Francisco Laporta és un pavelló poliesportiu ubicat a la localitat d'Alcoi, al País Valencià. Va ser construït l'any 1994 i es troba a la carretera de la Font Roja.
El conjunt compta amb una sèrie d'instal·lacions esportives, entre les quals hi destaquen:
- Pavelló Mutualidad de Levante: bàsquet, handbol o futbol sala, entre d'altres. Acull els partits del Nou Bàsquet Alcoi.
- Pavelló B: acull els partits del PAS Alcoi.
- Camps de futbol Serpis i Francisco Laporta.

A més a més, compta amb pista d'atletisme, d'esquaix, pista artificial d'esquí, de tennis, de pàdel, espais de cross i carrera a camp a través, gimnàs i sala d'arts marcials.